# Saaluncifera uncinata
Saaluncifera uncinata là một loài bướm đêm trong họ Noctuidae.